# (41742) Wongkakui
(41742) Wongkakui ist ein im inneren Hauptgürtel gelegener Asteroid. Er wurde am 1. November 2000 vom kanadischen Astronomen Hongkonger Herkunft William Kwong Yu Yeung am Desert Beaver Observatorium (IAU-Code 919) in der Nähe von Eloy, Arizona entdeckt.
Der mittlere Durchmesser des Asteroiden wurde mithilfe des Wide-Field Infrared Survey Explorers (WISE) mit 4,251 (±0,373) km berechnet, die Albedo mit 0,155 (±0,042).
(41742) Wongkakui wurde am 29. Mai 2018 nach Wong Ka Kui (1962–1993) benannt, dem Gründer und Sänger der Hongkonger Rockband Beyond.